# Хила Бенд
Хила Бенд (на английски: Gila Bend) е град в окръг Марикопа, щата Аризона, САЩ. Гила Бенд е с население от 1870 жители (2007) и обща площ от 59,1 km². Намира се на 224 m надморска височина. ZIP кодът му е 85337, а телефонният му код е 928.